# Ascius triangularis
Ascius triangularis är en insektsart som beskrevs av Delong 1943. Ascius triangularis ingår i släktet Ascius och familjen dvärgstritar. Inga underarter finns listade i Catalogue of Life.